# Podgora
Podgora ist ein Badeort an der Makarska Riviera in Kroatien und Zentrum der gleichnamigen Gemeinde. In der Gemeinde leben 2233 und in der Ortschaft Podgora 1181 Menschen (Volkszählung 2021). Zur Gemeinde gehören ferner Drašnice, Igrane, Gornje Igrane und Živogošće.

## Geographie
Podgora liegt neun Kilometer südöstlich von Makarska zwischen dem Meer und der Adria-Magistrale. Am Ortsrand steigt das Gelände steil zum Biokovo-Gebirge an. Am Hang befinden sich einige zum Ort gehörende Weiler. Hinter der Landzunge Rat Sv. Tekla liegt der Ortsteil Čaklje.

## Geschichte
Podgora (Gornja Podgora) wurde urkundlich erstmals 1571 nach der Seeschlacht von Lepanto erwähnt, in deren Folge 30 Küstenorte an Venedig fielen. Die Einwohner Podgoras lebten damals aus Angst vor Piraten am Hang des Biokovo und nicht an der Küste. Während der kurzen Herrschaft der Franzosen von 1805 bis 1814 wurde das Gebiet durch den Bau von Straßen erschlossen. Anfang des 20. Jahrhunderts wurde Podgora in den Staat Jugoslawien integriert. Als das Königreich Jugoslawien im Zweiten Weltkrieg durch die Achsenmächte zerschlagen worden war, wurde der Ort durch die Machtübernahme der faschistischen Ustaša im Jahr 1941 eine Gemeinde des Unabhängigen Staates Kroatien. 1942 wurde im alten Hafen von Podgora (damals 'Luca') die erste Marineabteilung der jugoslawischen Volksbefreiungsarmee aufgestellt, bestehend aus zwei Schiffen. Daran erinnert heute das monumentale Denkmal Galebova Krila (deutsch Möwenflügel), das am 20. Jahrestag dieses Ereignisses enthüllt wurde. Nach Ende des Krieges gehörte es wieder zu Jugoslawien. Erst nach dem schweren Erdbeben von 1962, das große Schäden anrichtete und in Podgora ein Menschenleben forderte, siedelte der Großteil der Bewohner sich unmittelbar am Meer an.

## Wirtschaft
Der wichtigste Wirtschaftszweig ist heute der Fremdenverkehr. Erste Touristen besuchten Podgora bereits vor 1910. Das erste Hotel wurde 1922 eröffnet. Podgora verfügt über etwa 6000 Gästebetten in Hotels, Ferienwohnungen und Pensionen. Hauptanziehungspunkt ist der vier Kilometer lange feinkieselige Strand.
Erwähnenswert sind auch der Fischfang, der Oliven- und Weinanbau sowie die Weidewirtschaft.

## Verkehr
Podgora liegt an der Adria-Magistrale (Staatsstraße D8), 70 Kilometer von Split und 140 Kilometer von Dubrovnik entfernt. Eine Regionalstraße (Ž6198) führt an die Staatsstraße D512 zwischen Makarska und Ravča. Noch im Gemeindegebiet befindet sich die Regionalstraße Ž6199, die die D512 mit der D62 verbindet.
Der Hafen von Podgora wurde 1994 ausgebaut. Zusammen mit dem ebenfalls erneuerten Hafen des Ortsteils Čaklje verfügt Podgora über 360 Liegeplätze für Boote und Jachten. Der nächste Flughafen ist der Airport Split-Kaštela.

## Galerie

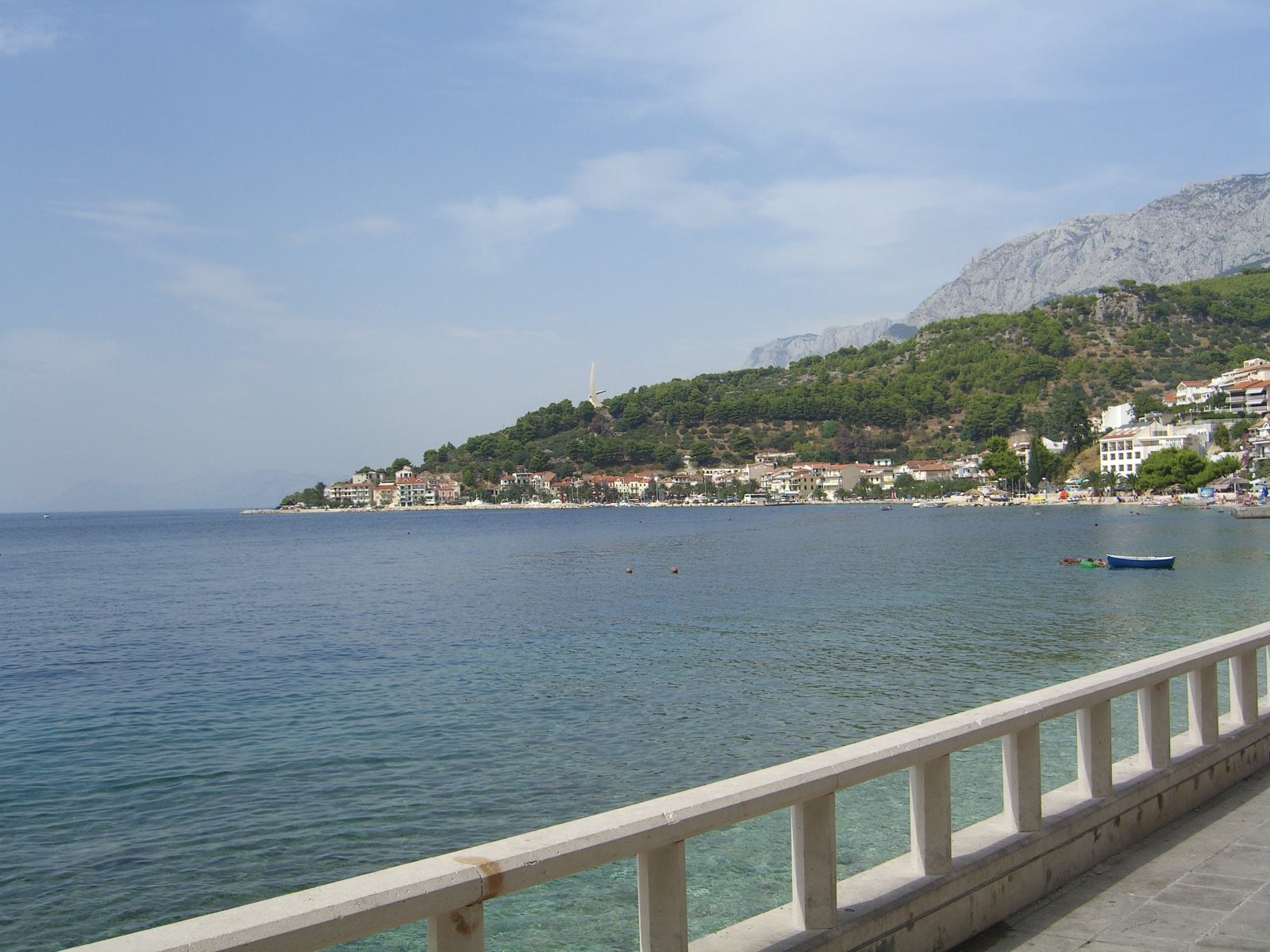
Podgora
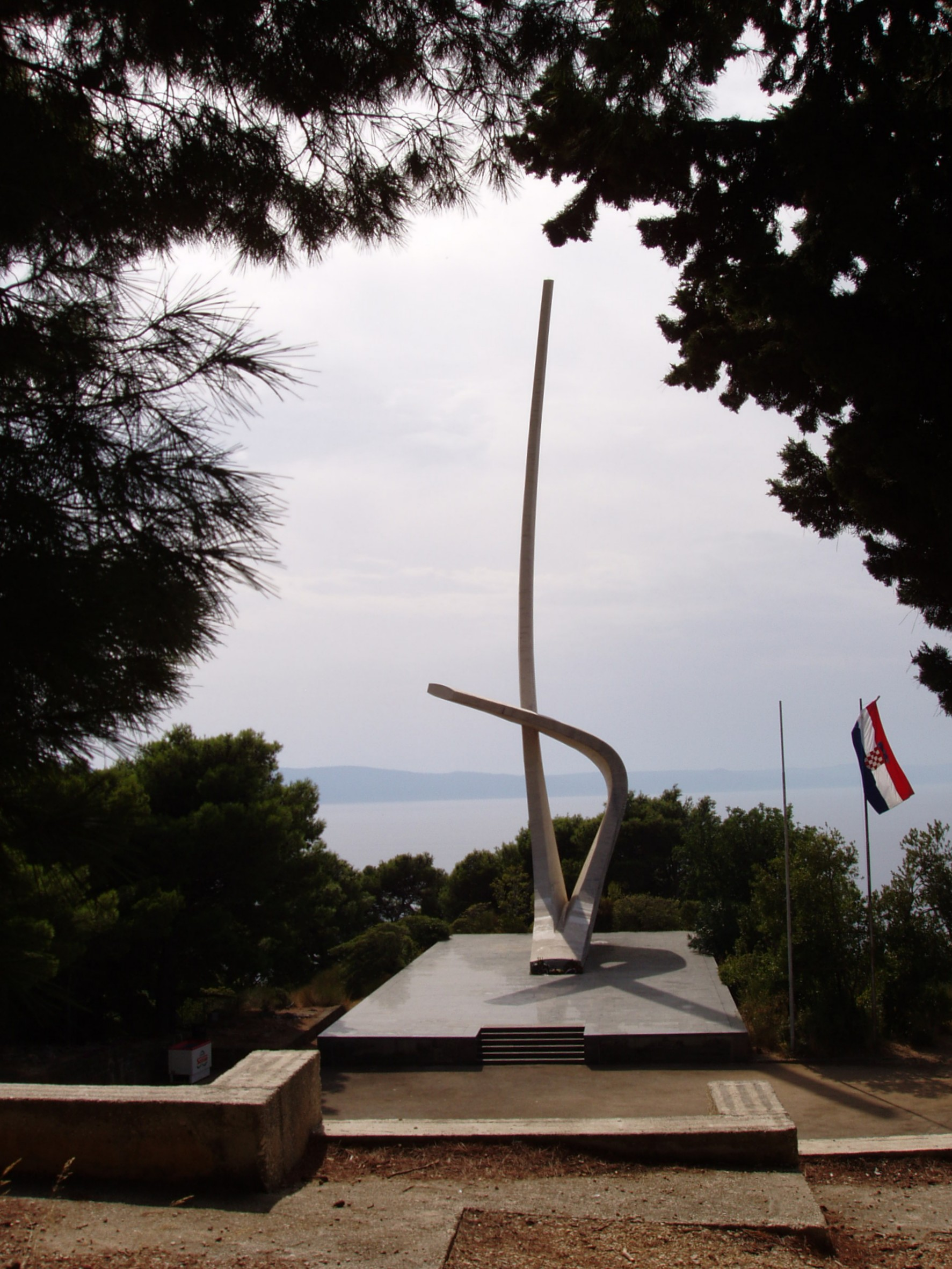
Denkmal Galebova Krila
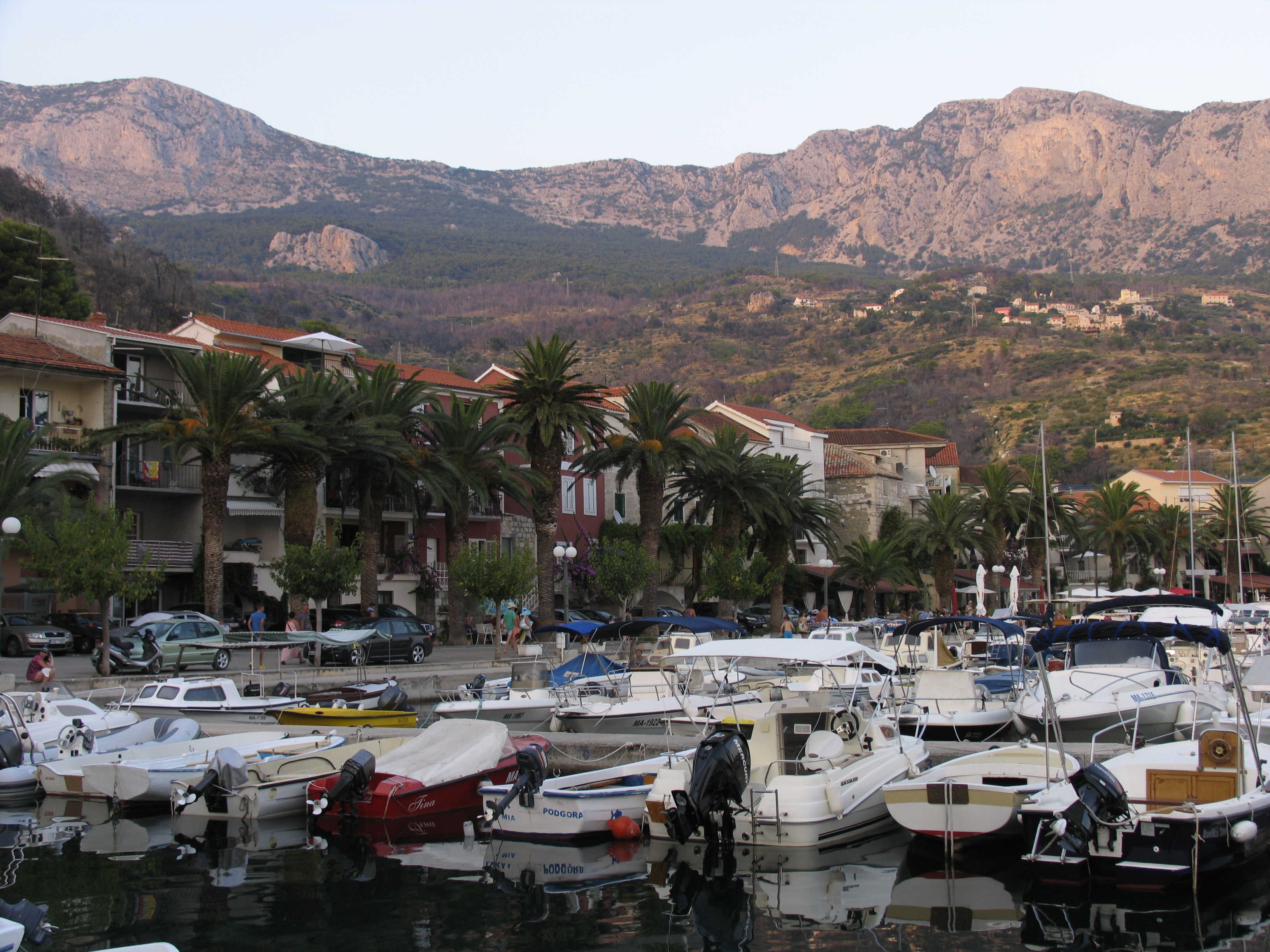
Hafen

## Persönlichkeiten
- Mihovil Pavlinović (1831–1887), Politiker und Schriftsteller
- Srđan Mrkušić (1915–2007), Fußballspieler